# Actínidos minoritarios
Los actínidos minoritarios son elementos actínidos obtenidos de la fisión nuclear (neptunio, americio, curio).
Los actínidos minoritarios constituyen los residuos nucleares de más larga vida y, por ello, más problemáticos.
- Datos: Q6869151